# Otranto
Otranto – miasto i gmina we Włoszech, w regionie Apulia, w prowincji Lecce.
Według danych na rok 2004 gminę zamieszkiwały 5273 osoby, 69,4 os./km².
W latach 1480–1481 miasto okupowali Turcy. Zamordowali 800 mieszkańców, którzy nie chcieli przejść na islam. W roku 2013 męczennicy z Otranto zostali uznani za świętych.
Miejscowość tę w 1836 roku odwiedził Juliusz Słowacki przed udaniem się na wyspę Korfu.

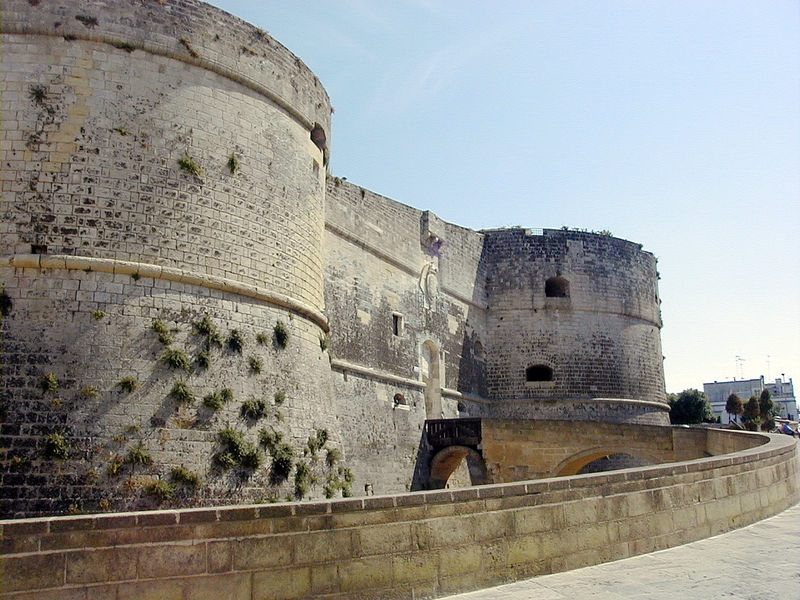
Zamek Otranto